# Río San Pedro (vattendrag i Spanien)
Río San Pedro är ett vattendrag i Spanien.   Det ligger i provinsen Provincia de Cádiz och regionen Andalusien, i den sydvästra delen av landet, 500 km söder om huvudstaden Madrid.